# Виндхейм, Андреас
Андрес Аален Виндхейм (норв. Andreas Aalen Vindheim; род. 4 августа 1995, Берген) — норвежский футболист, защитник.

## Клубная карьера
Виндхейм — воспитанник клуба «Бранн». 4 мая 2014 года в матче против «Старта» он дебютировал в Типпелиге. 10 мая в поединке против «Олесунна» Андреас забил свой первый гол за «Бранн». В начале 2015 года Виндхейм перешёл в шведский «Мальмё». 20 апреля в матче против «Хаммарбю» он дебютировал в Аллсвенскан. 10 сентября 2017 года в поединке против «Эребру» Андреас забил свой первый гол за «Мальмё». В составе клуба он дважды выиграл чемпионат Швеции. 
Летом 2019 года Виндхейм перешёл в пражскую «Спарту». 5 октября в матче против «Карвины» он дебютировал в Гамбинус лиге. 3 ноября в поединке против «Опава» Андреас забил свой первый гол за «Спарту». В 2020 году он помог клубу завоевать Кубок Чехии. 

## Международная карьера
18 ноября 2020 года в матче Лиги Наций 2020/2021 против сборной Австрии Виндхейм дебютировал за сборную Норвегии.

## Статистика

### Матчи Виндхейма за сборную Норвегии
| Матчи Виндхейма за сборную Норвегии | Матчи Виндхейма за сборную Норвегии | Матчи Виндхейма за сборную Норвегии | Матчи Виндхейма за сборную Норвегии | Матчи Виндхейма за сборную Норвегии | Матчи Виндхейма за сборную Норвегии |
| ----------------------------------- | ----------------------------------- | ----------------------------------- | ----------------------------------- | ----------------------------------- | ----------------------------------- |
| №                                   | Дата                                | Соперник                            | Счёт                                | Голы Виндхейма                      | Соревнование                        |
| 1                                   | 18 ноября 2020                      | Австрия                             | 1:1                                 | —                                   | Лига наций УЕФА 2020/2021           |

Итого: 1 матч / 0 голов; 0 побед, 1 ничья, 0 поражений.

## Достижения
«Мальмё»
- Победитель Аллсвенскан (2) — 2016, 2017

«Спарта» (Прага)
- Обладатель Кубка Чехии — 2019/2020